# تشارلز دبليو. ثاير
تشارلز دبليو. ثاير (بالإنجليزية: Charles W. Thayer) هو دبلوماسي أمريكي، ولد في 9 فبراير 1910 في فيلانوفا ‏ في الولايات المتحدة، وتوفي في 27 أغسطس 1969 في سالزبورغ في النمسا.

## وصلات خارجية
- تشارلز دبليو. ثاير على موقع مونزينجر (الألمانية)